# Gennep

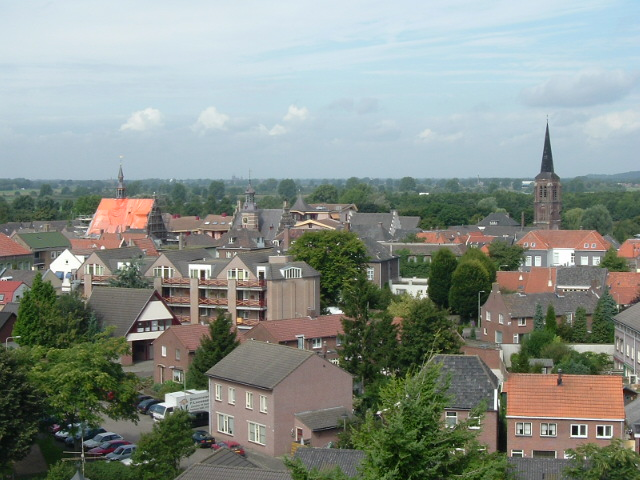
Blick über Gennep nach Norden

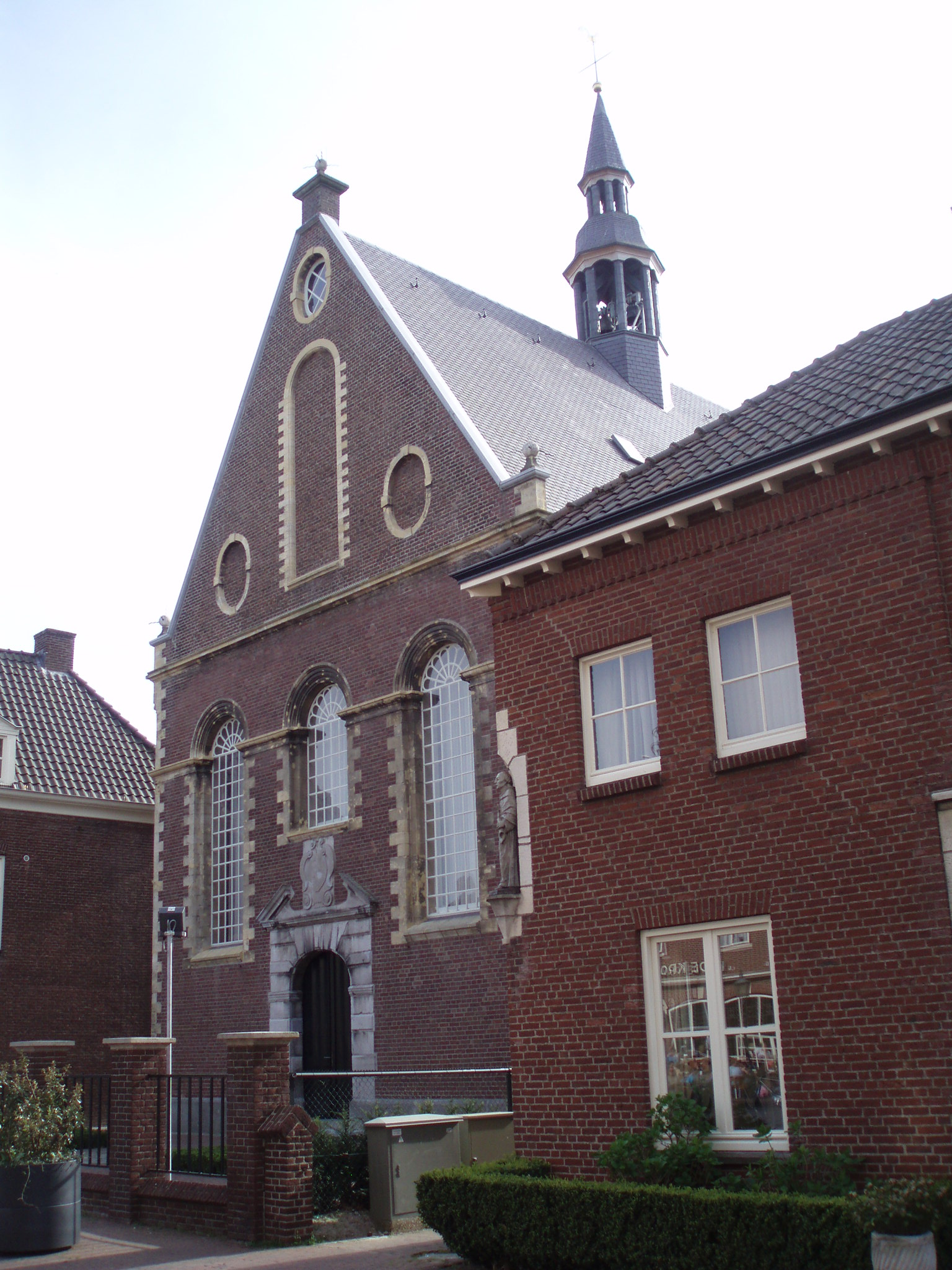
Reformierte Kirche, erster protestantischer Kirchenbau der Niederlande

Gennep (anhörenⓘ) ist eine Gemeinde im Südosten der Niederlande, Provinz Limburg. Die Gemeinde zählt 17.783 Einwohner (Stand: 1. Januar 2025) auf einer Fläche von 50,42 km². Gennep liegt an der Mündung der Niers in die Maas, etwa 20 km südlich von Nijmegen. Das Gemeindegebiet grenzt im Osten an die deutschen Städte Kleve und Goch. 2015 wurde Gennep der Ehrentitel „Reformationsstadt Europas“ durch die Gemeinschaft Evangelischer Kirchen in Europa verliehen.

## Ortschaften und Gemeindegliederung
Neben der Stadt Gennep selbst gehören folgende Ortschaften zur Gemeinde Gennep: Aaldonk, Dam, De Looi, Diekendaal, Heijen, Hekkens, Milsbeek, Ottersum, Smele, Ven-Zelderheide en Zelder.
Die Gemeinde besteht aus fünf sogenannten „Kernen“, denen die oben genannten Ortschaften untergeordnet sind. Die Kerne sind Folgende (Einwohnerzahl mit Stand vom 1. Januar 2024):
- Gennep (9565)
- Ottersum (2040)
- Heijen (2520)
- Milsbeek (2880)
- Ven-Zelderheide (785)

## Geschichte
Die Stadt Gennep erhielt 1371 die Stadtrechte. In der Reformationszeit kamen ab 1530 evangelische Glaubensflüchtlinge aus den Niederlanden, Belgien und Nordfrankreich nach Gennep, wo sie mit den katholischen Einwohnern und Priestern in konfessioneller Toleranz und Kooperation lebten. Aufgrund ihrer Grenzlage hatte die Stadt eine wechselvolle Geschichte und gehörte unter anderem zum Herzogtum Kleve (bis 1815), zu Preußen, war von den Franzosen besetzt, kam in den Verhandlungen des Wiener Kongresses zum Vereinigten Königreich der Niederlande. Von 1830 bis 1839 gehörte Gennep kurzzeitig zu Belgien. Seitdem gehört die Stadt zum Königreich der Niederlande.
In der frühen Neuzeit wurde in der Stadt Keramik, unter anderem Irdenware produziert. Durch die Inbetriebnahme der Eisenbahnstrecke Boxteler Bahn im Jahr 1873 erlebte die Stadt einen wirtschaftlichen Aufschwung. Die Strecke wurde vor und nach dem Zweiten Weltkrieg aber nach und nach eingestellt.
Im Zweiten Weltkrieg eroberten verkleidete Wehrmachtsoldaten in der Nacht vom 9. auf den 10. Mai 1940 die Eisenbahnbrücke bei Gennep.
Im Februar 1945 fand im nahegelegenen Klever Reichswald und auch bei Gennep die Schlacht im Reichswald statt. Am 24. März 1945 überquerten Truppen der Westalliierten bei Wesel den Rhein.

## Politik

### Sitzverteilung im Gemeinderat
Der Gemeinderat wird seit 1982 folgendermaßen gebildet:
| Partei                             | Sitze | Sitze | Sitze | Sitze | Sitze | Sitze | Sitze | Sitze | Sitze | Sitze | Sitze |
| Partei                             | 1982  | 1986  | 1990  | 1994  | 1998  | 2002  | 2006  | 2010  | 2014  | 2018  | 2022  |
| ---------------------------------- | ----- | ----- | ----- | ----- | ----- | ----- | ----- | ----- | ----- | ----- | ----- |
| CDA                                | 4     | 4     | 4     | 5     | 4     | 4     | 4     | 4     | 3     | 5     | 5     |
| D66                                | 4     | 4     | 4     | 3     | 3     | 4     | 5     | 4     | 3     | 3     | 4     |
| VVD                                | 2     | 1     | 2     | 1     | 2     | 2     | 1     | 2     | 2     | 3     | 3     |
| Eerlijk Lokaal sociaal samen sterk | –     | –     | –     | –     | –     | –     | –     | –     | –     | –     | 2     |
| PvdA                               | 2     | 3     | 2     | 3     | 4     | 3     | 4     | 3     | 1     | 2     | 2     |
| SP                                 | –     | –     | –     | –     | –     | –     | –     | –     | 5     | 4     | 1     |
| KERN a b                           | –     | –     | 5     | 5     | 4     | 4     | 3     | 4     | 3     | –     | –     |
| Combinatielijst                    | 3     | 3     | –     | –     | –     | –     | –     | –     | –     | –     | –     |
| Eenheidslijst                      | 2     | 2     | –     | –     | –     | –     | –     | –     | –     | –     | –     |
| Gesamt                             | 17    | 17    | 17    | 17    | 17    | 17    | 17    | 17    | 17    | 17    | 17    |

Anmerkungen:

### Kollegium von Bürgermeister und Beigeordneten
Die Parteien CDA, SP und VVD haben sich für die Legislaturperiode 2018–2022 zu einer Koalition vereinigt. Sie stellen dem Kollegium jeweils einen Beigeordneten bereit. Diese wurden im Rahmen einer Ratssitzung am 14. Mai 2018 berufen. Folgende Personen gehören zum Kollegium und sind in folgenden Bereichen zuständig:
| Funktion           | Name                 | Partei | Ressort | Anmerkung                       |
| ------------------ | -------------------- | ------ | --- | ------------------------------- |
| Bürgermeister      | Hans Teunissen       | D66    | allgemein verwaltungstechnische Sachen, öffentliche Ordnung und Sicherheit, diverse Projekte                        | seit dem 5. Oktober 2020 im Amt |
| Beigeordnete       | Rob Peperzak         | CDA    | räumliche Entwicklung, Wohnungswesen, Genehmigungen, Sport, Kerne-Politik, Umwelt, räumliche und physische Projekte | stellvertretender Bürgermeister |
| Beigeordnete       | Rob Janssen          | SP     | soziale Domäne, Kunst und Kultur, Bildung, verschiedene Projekte                                                    | —                               |
| Beigeordnete       | Janine van Hulsteijn | VVD    | Mittel, Wirtschaft und Beschäftigung, Freizeitwirtschaft, Mobilität, Frontoffice, verschiedene Projekte             | —                               |
| Gemeindesekretärin | Jacqueline Nijland   | —      | — | seit Juni 2012 im Amt           |

## Sehenswürdigkeiten
Die Stadt hat einen mittelalterlichen Ortskern mit Stadtmauer und zahlreichen historischen Gebäuden, unter anderem dem Rathaus aus dem 17. Jahrhundert, dem Museum Het Petershuis, dem Martinus-Kirchturm und der Reformierten Kirche, der „ältesten protestantisch erbauten Kirche der Niederlande“. Direkt an der Niersmündung liegt in landschaftlich reizvoller Umgebung die Ruine der Festung Genneperhuis.

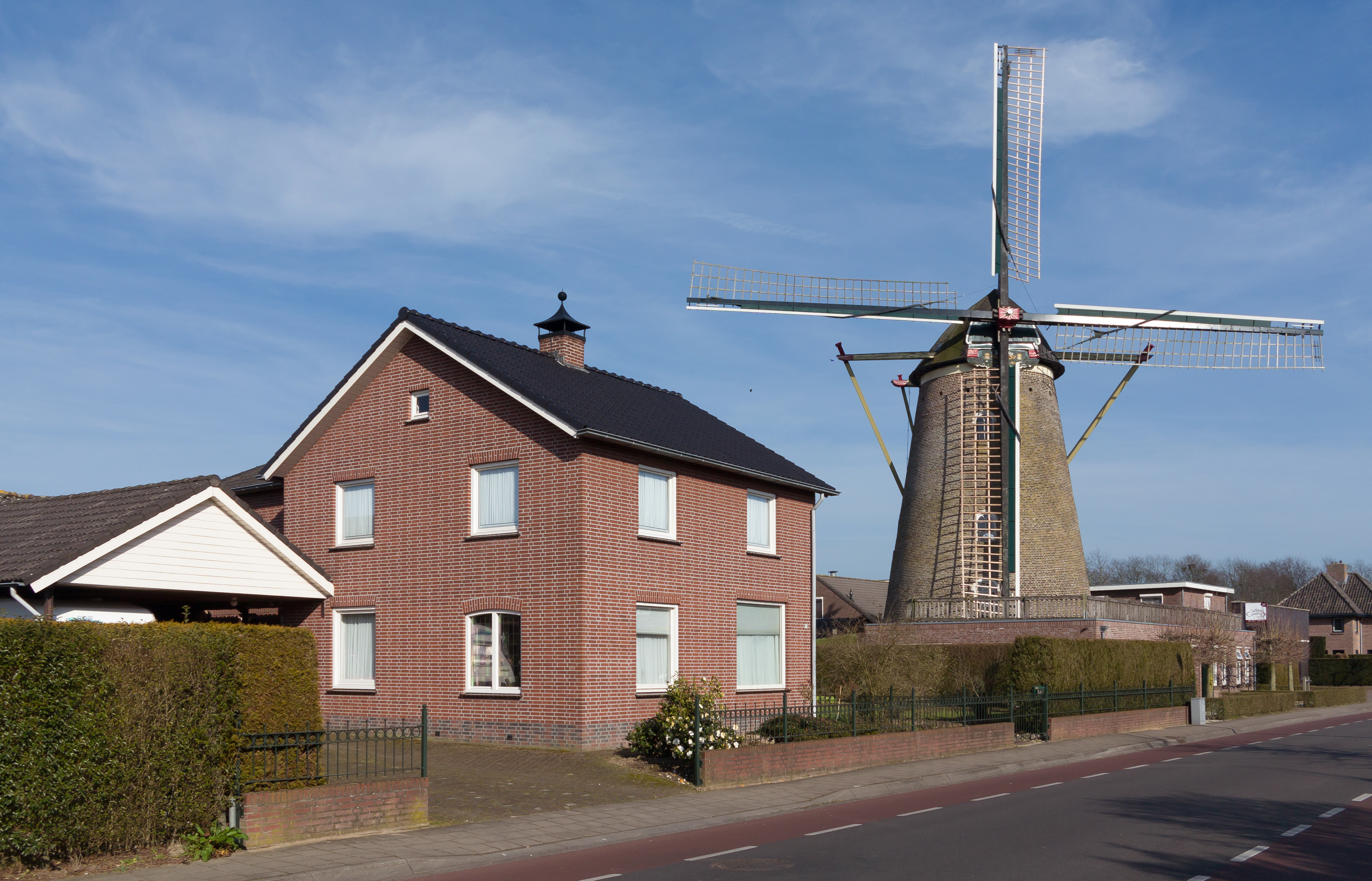
Gennep, Mühle: beltmolen De Reus
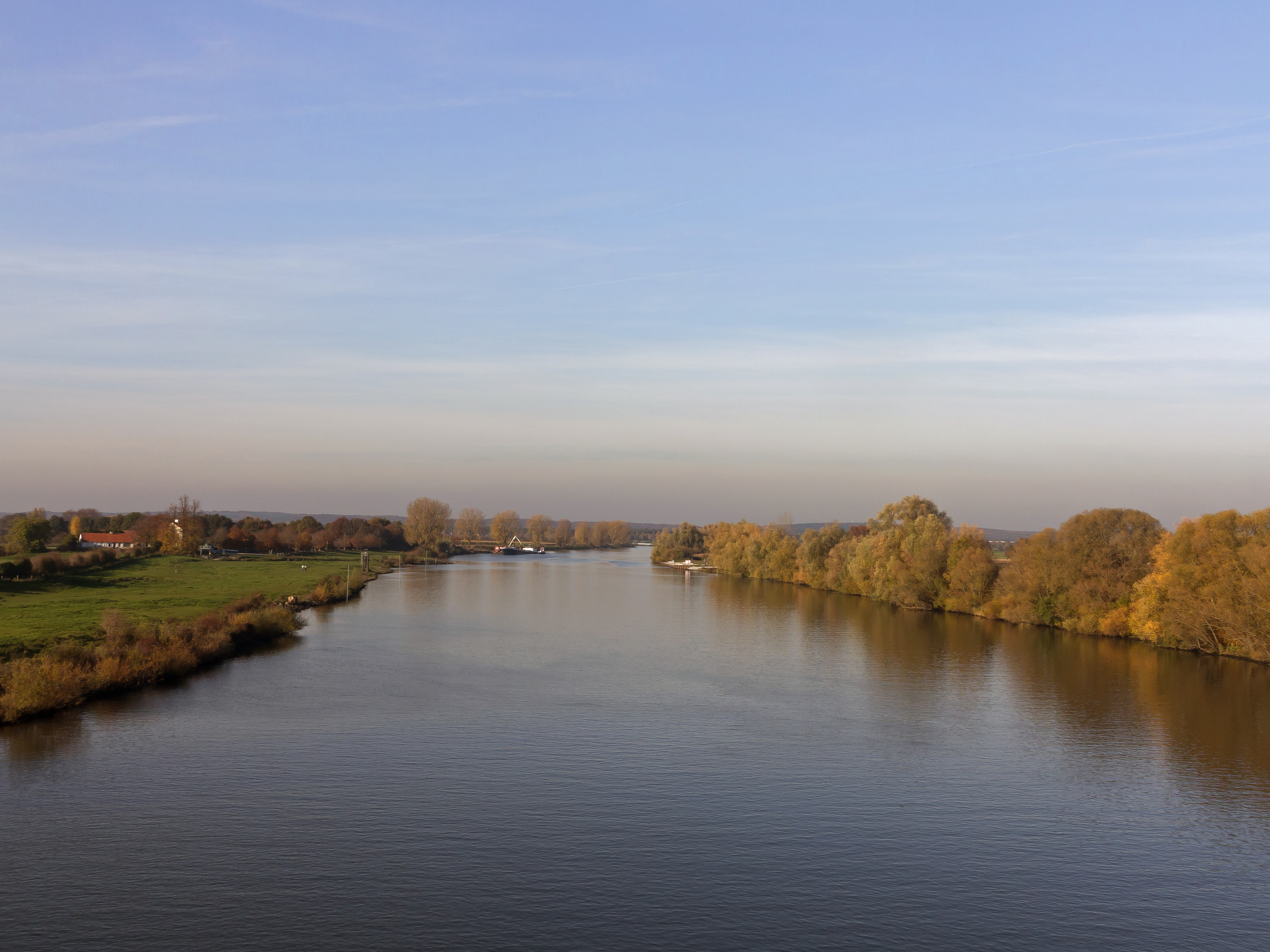
Fluss de Maas zwischen Gennep und Oeffelt
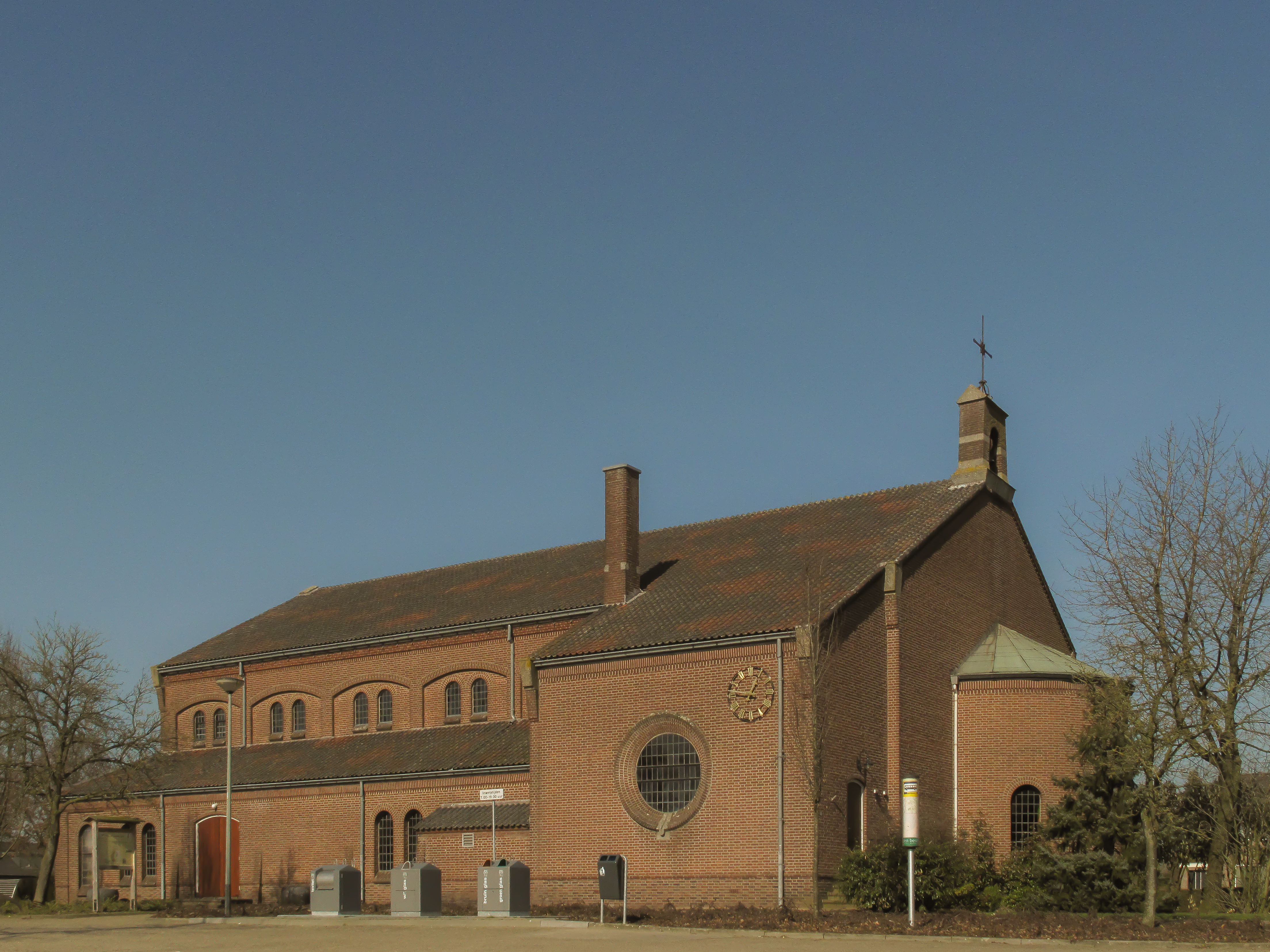
Ven-Zelderheide, Kapelle de Sint Antonius Abtkapel

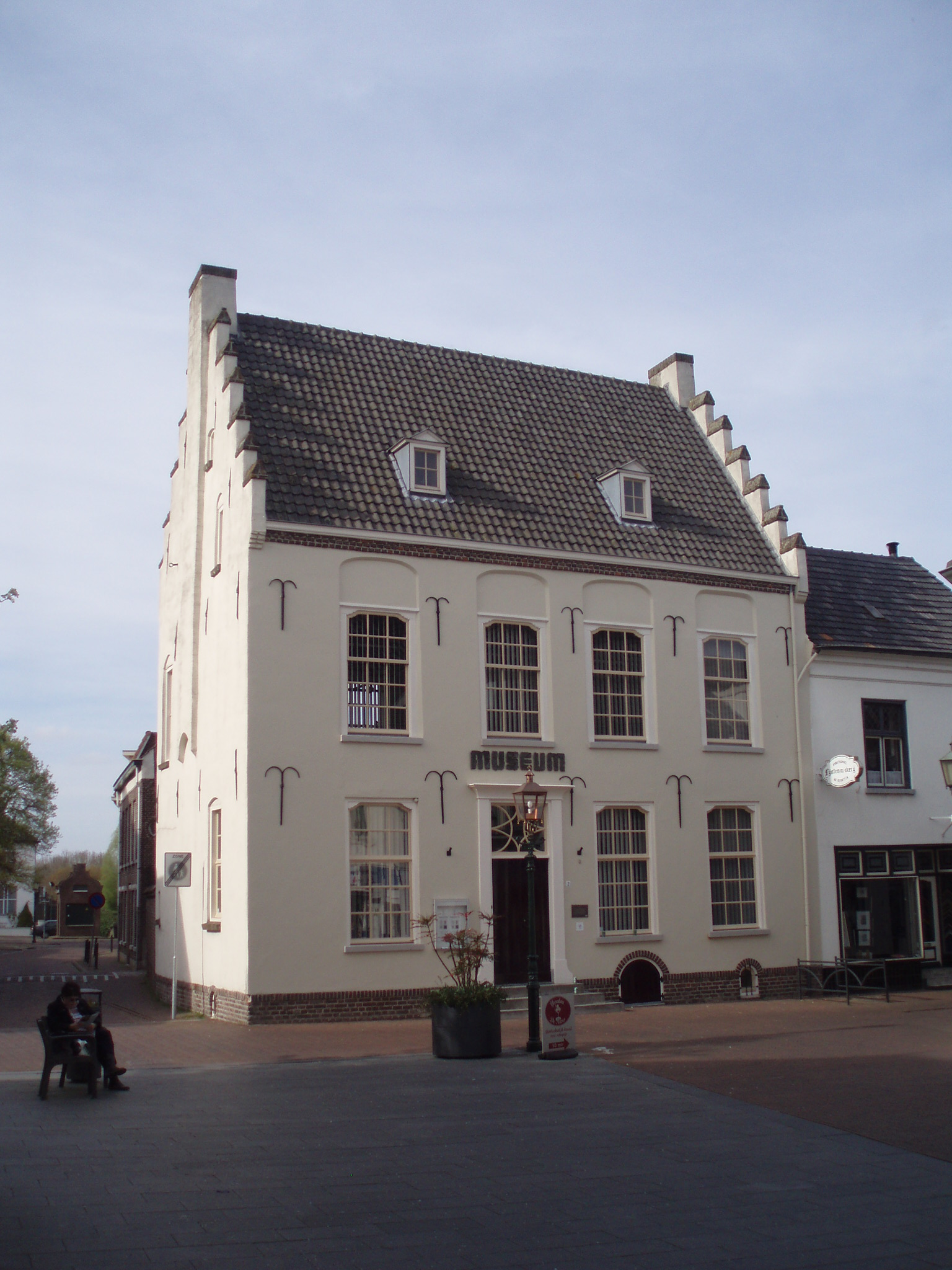
Das Museum „Pietershuis“. Auffallend ist der typisch limburgische Baustil mit flämischem Einfluss
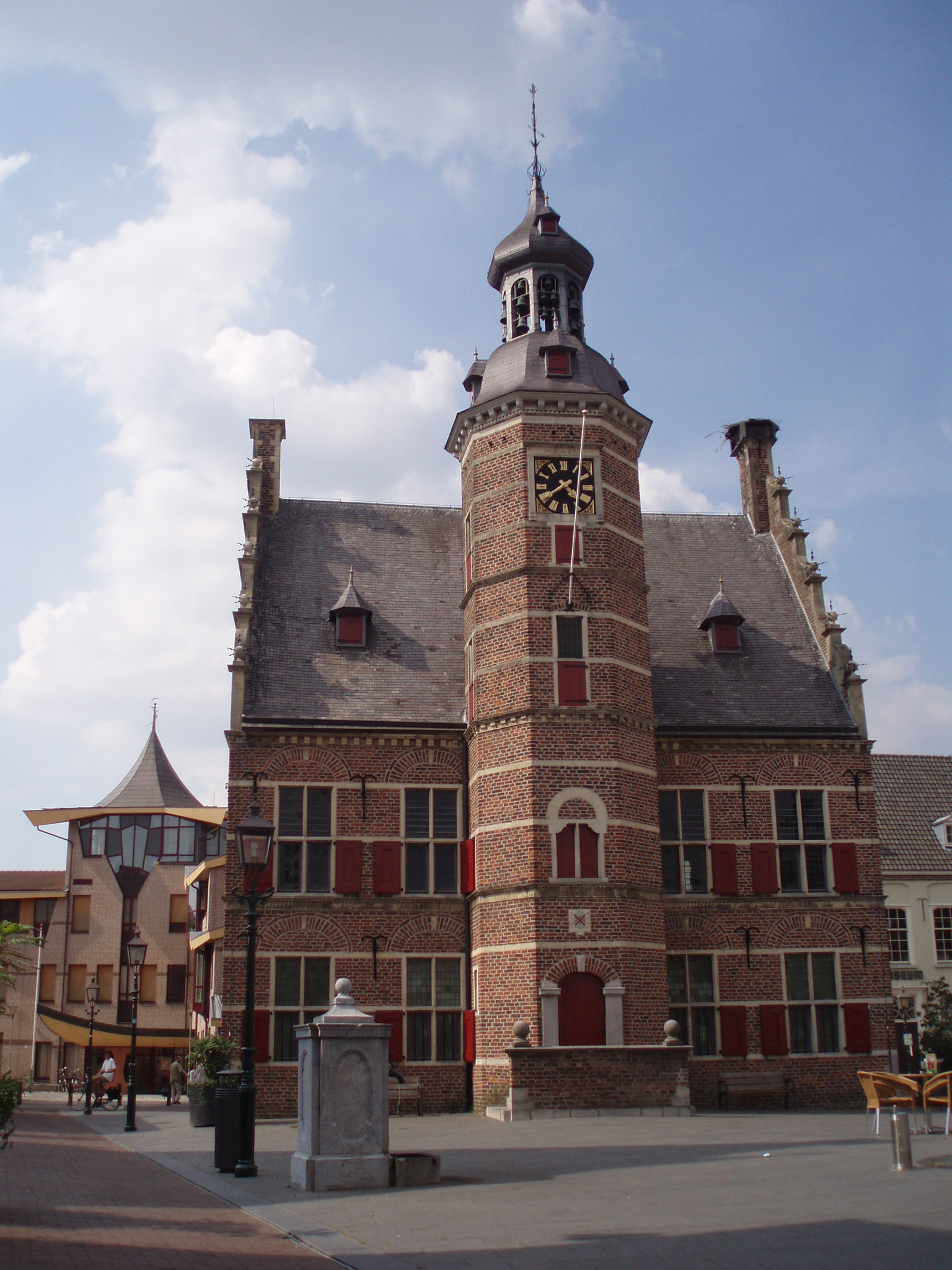
Altes Rathaus; links dahinter das neue Rathaus
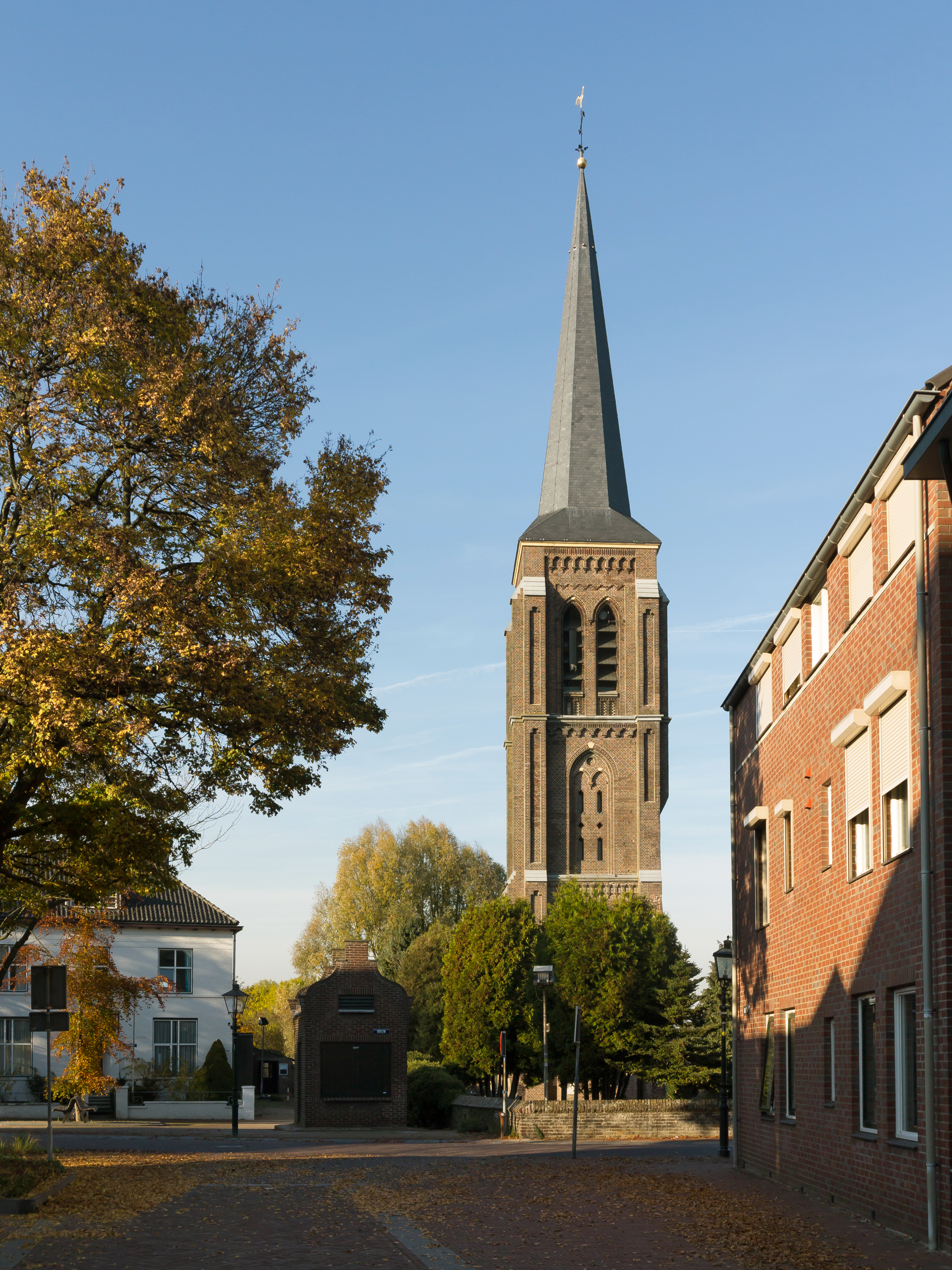
Turm de Sint Martinustoren
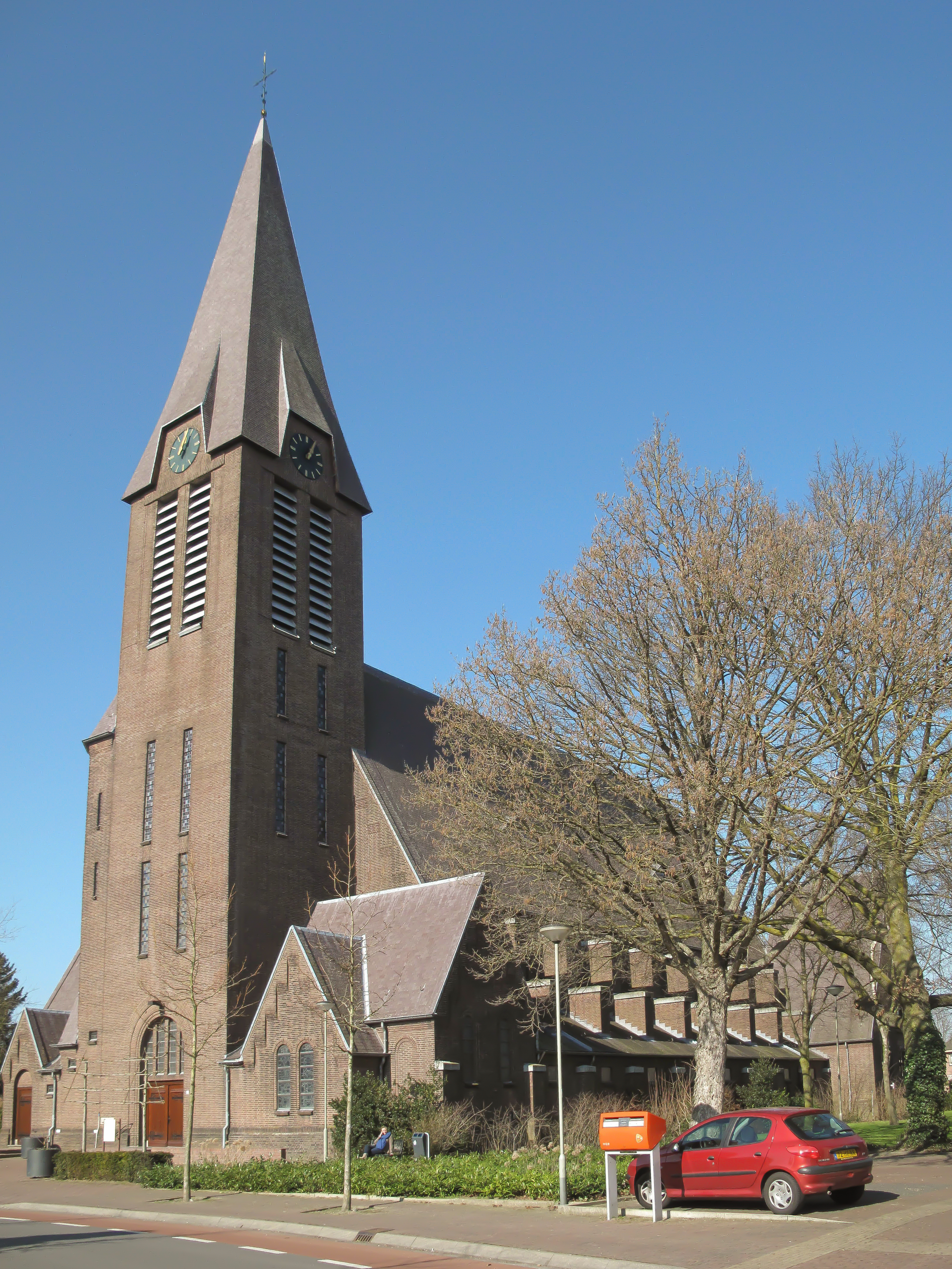
Ottersum, Kirche de Johannes de Doperkerk
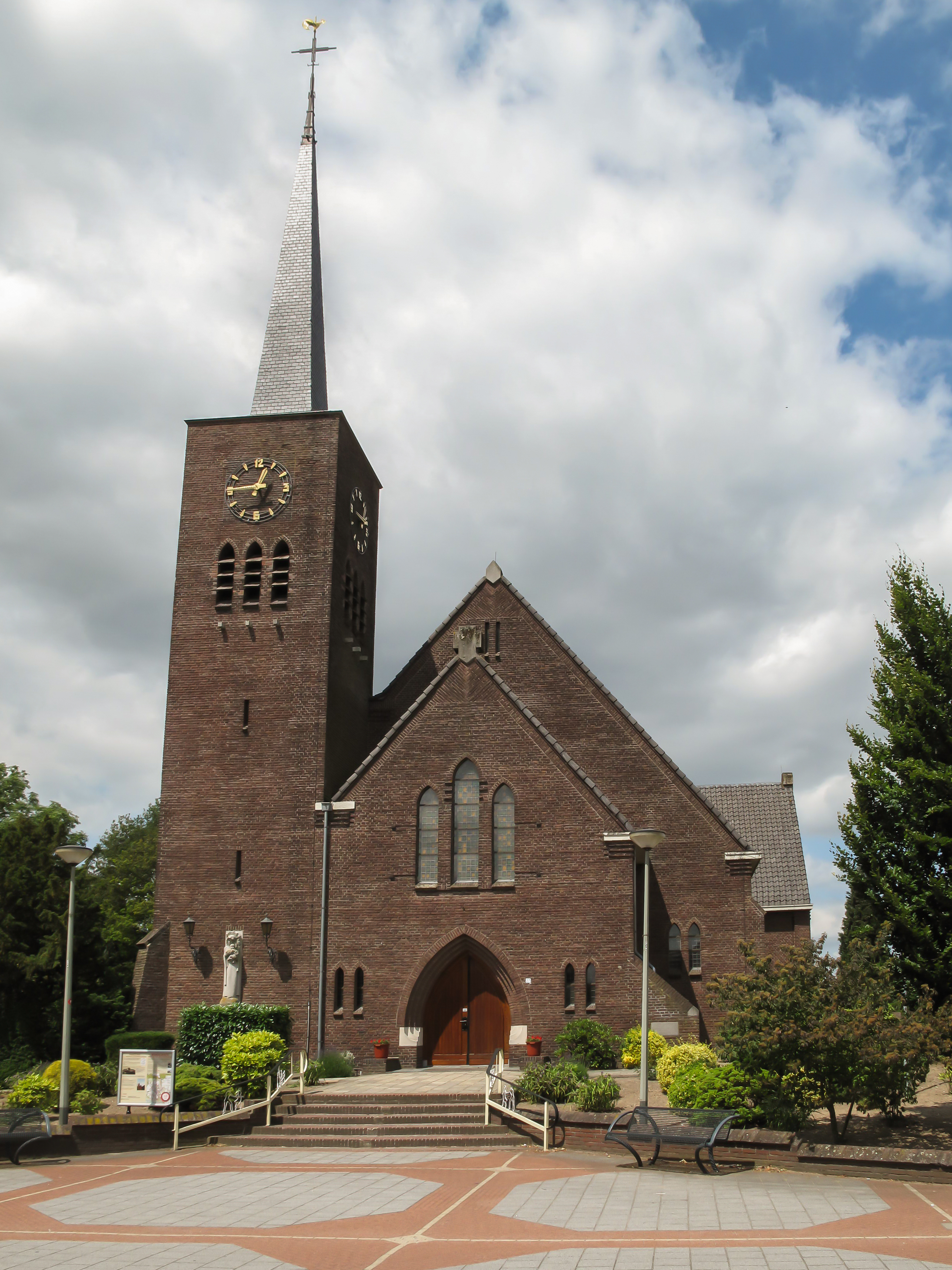
Milsbeek, Kirche Onze Lieve Vrouwe van Altijddurende Bijstand

## Persönlichkeiten aus Gennep
- Hl. Norbert von Xanten (1080/1085–1134), geboren in Gennep
- Wilhelm von Gennep († 1362), Kölner Erzbischof 1349–1362
- Evert Marseus van Schrieck (1614 oder 1617–1681), niederländischer Maler
- Theo Blankenaauw (1923–2011), Radrennfahrer